# Три сферы
Три сферы (санскр. Tridhātu) в буддийской космологии — качественное деление миров и местопребываний по отношению к чувственному и материальному миру и наличию материального тела.
Местопребывания, по которым блуждает сознание в сансаре, переходя от одного перерождения к другому или уходя в различные стадии медитации, классифицируются по трём сферам следующим образом:
1. Сфера чувственного (Kāmadhātu), в которой пребывают существа, испытывающие чувства, желания, стремления, страсти;
2. Сфера форм (материальная сфера) (Rūpadhātu), соответствующая дхьянам (йогическим сосредоточениям) полной объективности, когда чувственное отсутствует, но присутствуют только элементы материи (формы), сознание в сфере форм находится в состоянии объективности и беспристрастности; существа сферы форм при этом обладают материальными телами;
3. Сфера отсутствия форм (нематериальная сфера) (Ārūpyadhātu), в которой отсутствуют элементы материального мира — это сфера глубокого медитационного созерцания.

## Сфера чувственного
Сфера чувственного включает в себя миры адских существ, претов, животных, людей, а также мир асуров и мир богов (дэвов). В сферу чувственного не входят высшие миры богов, начиная с миров Брахмы.
Вся сфера чувственного вместе с мирами Брахмы подлежит уничтожению в конце Великой кальпы, при этом все существа поднимаются в высшие миры.
Существа, рождённые в Сфере чувственного (Kāmadhātu, пали: Kāmaloka; тиб. dod.pa'i khams) отличаются по степени счастья или несчастья, но все они, в отличие от архатов и Будд, подвержены влиянию демона Мары — они находятся во власти страстей, и поэтому погружены в страдания.

### Ады(Naraka)
В мире адских существ (Нараке) обитатели подвержены тяжёлым мучениям вследствие своих кармических деяний (то есть, деяний прошлой жизни). В отличие от христианского или мусульманского ада, мучения не вечные, и после довольно длительного срока искупления негативная карма очищается, и существа могут переродиться в высших мирах.
Имеется восемь горячих и восемь холодных адов, а также дополнительные ады разной степени тяжести и разного времени отбывания наказания.

### Земные местопребывания

#### Преты
Преты — это голодные духи, которые не могут удовлетворить своих желаний. Их изображают как уродцев с большими животами, тонкой шеей и ртом не больше, чем игольное ушко. Они всё время хотят есть и пить, но не могут принять пищу, переварить её и насытиться, испытывая при этом мучения. Претами рождаются те, кто в прошлой жизни были скупыми, жестокими и прожорливыми. Они живут в пустынях и заброшенных местах.

#### Животные
Животные — на Земле живут все виды животных, которые испытывают страдания, от малейших насекомых до слонов.

#### Люди
Люди и человекоподобные существа живут на земле, занимая четыре больших континента. Континенты окружены горами, в том числе Сумеру, и огромным океаном. Океан ограничен стеной гор Чакравада (IAST: Cakravāḍa). Континенты называются Джамбудвипа, Пурвавидеха, Апарагодания и Уттаракуру. Продолжительность и условия жизни на континентах сильно различается. Наша цивилизация занимает континент Джамбудвипа с самыми трудными условиями жизни.

### Местопребывания вокруг горы Сумеру (Sumeru)
Гора Сумеру — пик необычной формы в самом центре мира, вокруг этой горы вращаются Солнце и Луна. Три мира находятся на горе или вокруг неё. Мир тридцати трёх богов находится на вершине, мир четырёх Небесных Царей на её склонах, мир асуров у её основания.

#### Асуры
Мир асуров лежит у подножия горы Сумеру и частично на глубине океана. Это божества низкого ранга, демоны, титаны. Асуры, завидуя богам, проявляют гнев, гордость, воинственность и хвастовство, их интересует власть и самовоздвижение. Они всё время сражаются чтобы вернуть их прежнее место жительства, но они не способны пройти сквозь стражников мира Четырёх Небесных Царей.

#### Четыре Небесных Царя
Мир четырёх царей находится на склонах горы Сумеру, но его обитатели живут в воздухе вокруг горы. Этим миром управляют Четыре Царя, которых зовут Вирудхака (IAST: Virūḍhaka), Дхритараштра (IAST: Dhṛtarāṣṭra), Вирупакша(IAST: Virūpākṣa), и их предводитель Вайшравана (IAST: Vaiśravaṇa). В этом мире живут также боги, сопровождающие Солнце и Луну, и подчинённые царям существа — гномы IAST: Kumbhāṇḍas, гандхарвы (Gandharva), наги (змеи или драконы) и якши (IAST: Yakṣas).

#### Тридцать три бога
Мир тридцати трёх дэвов — широкая плоская площадка на вершине горы Сумеру, наполненная дворцами и садами. Правитель этого мира — Шакра, господин богов. Помимо самих тридцати трёх богов, которые владеют соответствующими секторами неба, в этом мире живут много других богов и фантастических существ, включая их помощников и нимф (апсары).

### Небеса
К небесам богов (дэвов) относятся четыре мира, которые плывут по воздуху над горой Сумеру. На небесах имеется следующие четыре местопребывания:

#### МирЯмы
Этот мир называется также «небеса без сражений», потому что это первый уровень, физически отделённый от проблем земного мира. Миром Ямы правит дэва Суяма (Suyāma); его жена — перерождение Сиримы, куртизанки из Раджагрихи, которая во времена Будды была очень щедрой к монахам.

#### МирТушита
Боги состояния блаженства — Мир жизнерадостных дэвов. В этом мире был рождён Бодхисаттва перед тем, как спустится в мир людей. Несколько тысяч лет назад Бодхисаттвой этого мира был Шветакету, который переродился Сиддхартхой и стал Буддой Шакьямуни; после этого следующим Буддой станет Натха (или Натхадэва), который переродится как Аджита и станет Буддой Майтрея (пали: Metteyya).

#### МирНирманарати
Здесь живут Боги, наслаждающиеся магическими творениями. Эти боги могут творить что угодно для собственного удовольствия. Правитель этого мира называется Сунирмита.

#### МирПаринимитра-вашавартин
Здесь живут Боги, контролирующие наслаждения, магически созданные другими. Эти боги не создают новых магических форм для наслаждения самих себя, но их желания удовлетворяются действиями других дэвов ради них. Правителя этого мира зовут Вашавартин, он живёт дольше всего, кто самый могучий и счастливый и радостный и восторженный по сравнению со всеми дэвами. И в этом мире также дом для существа, принадлежащего к роду дэвов, по имени Мара, который стремится удержать все существа в Сфере чувственного, привязав их к чувственным удовольствиям.

## Сфера форм
Сфера форм (Rūpadhātu) соприкасается с физической, материальной реальностью; её обитатели имеют тела, но эти тела сделаны из особой, тонкой субстанции, которая не видима обитателям Сферы чувственного.
Существа сферы Форм не погружаются в беспредельные удовольствия и не страдают от боли, их не мучают стремления к наслаждениям для своих органов чувств, что свойственно существам Сферы чувственного. А тела существ сферы форм не имеют пола и половых признаков.
Обитатели Сферы форм пребывают в медитационном сосредоточении (дхьяне). Всего Сфере форм соответствует четыре дхьяны. Каждая из этих дхьян подразделена на несколько местопребываний, соответствующих уровням, по три для трёх низших дхьян, и восемь местопребываний для высшей дхьяны, всего в сфере форм семнадцать местопребываний (в тхераваде шестнадцать).
См. также Рупадхьяна

### Первая дхьяна: мир Брахмы (Brahmā)
Медитационное сосредоточение дэвов в мирах Брахмы соответствует первой дхьяне, это состояние характеризуется наблюдением (vitarka), отражением, восхищением и радостью. Этот мир, также как и все существа Сферы чувственного, уничтожим огнём в конце махакальпы.
В этом мире три местопребывания — сонмище Брахмы (советники Великого Брахмы), жрецы Брахмы (или министры) и сам Великий Брахма, он же Творец мироздания, он же Непобедимый, Всевидящий, Всемогущий. Великий Брахма — первое существо, появляющееся во Вселенной в начале новой Великой Кальпы, и последнее, которое уходит в конце когда Вселенная погибает в катастрофе, поэтому у него возникает ощущение, что именно он сотворил весь мир и всех существ в низших мирах.

### Вторая дхьяна: МестопребыванияАбхасвара(Ābhāsvara)
Медитационное сосредоточение дэвов в мирах Абхасвара — состояние характеризуется восхищением и радостью. У этих существ есть тела и они излучают свет вспышками как молнии. У них одинаковые тела, но разные восприятия.
Местопребывания Абхасвара уже не подвержены разрушению огнём по завершении Махакальпы. После того, как мир был разрушен огнём с началом новой вивартакальпы миры снова начинают заселяться существами из миров Абхасвара.
В этом мире выделяют три местопребывания по степени глубины медитации — Боги ограниченного сияния, Боги безграничного сияния и Лучезарные боги.

### Третья дхьяна: Местопребывания Шубхакиртсна
Медитационное сосредоточение дэвов в мирах Шубхакиртсна характеризуется спокойной радостью. У этих существ есть тела и они излучают постоянный свет. Местопребывания Шубхакиртсна не подвержены разрушению водой по завершении Махакальпы, потоки воды не поднимутся так высоко, чтобы достичь этой сферы.
В этом мире выделяют три местопребывания по степени глубины медитации — Боги ограниченного блаженства, Боги безграничного блаженства и Боги всецелого блаженства.

### Четвёртая дхьяна: Местопребывания Бирхатпхала и Шуддхаваса
Местопребывания соответствуют четвёртой дхьяны — йогической концентрации невозмутимости. Эти местопребывания уже не подвержены разрушению ветром в конце великой кальпы, и существа, находящиеся здесь, спасутся от разрушения.
Нижние местопребывания называются Бирхатпхала Бирхатпхала, в сарвастиваде это Безоблачные боги, Боги, обладающие избытком добродетели и Боги, обладающие всевозрастающим плодом. В вибхаджьяваде это Боги, обладающие всевозрастающим плодом и Бессознательные боги (последние полностью отключили сознание, надеясь достичь состояний Сферы отсутствия форм).
Пять высших местопребывания называются Шуддхаваса («Чистые обители»). Они отличаются от других миров Сферы форм тем, что их обитатели — не те кто просто накопил заслуги или технику медитации, а такие не-возвращающиеся (анагамины), которые уже встали на путь архата, те кто получат просветление непосредственно из Шуддхаваса и не будут перерождаться в низших мирах. Так как Шуддхаваса-дэва никогда не рождается за пределами мира Шуддхаваса, он не может родиться человеком, поэтому бодхисаттва никогда не родится в этом мире — бодхисаттва должен появиться в мире людей. Это следующие местопребывания:
Не самые великие боги, Безмятежные боги, Прекрасные боги, Ясновидящие боги и Высшие боги.

## Сфера отсутствия форм
Эта сфера не находится нигде в физическом мире, и ни одно из существ не имеет конкретного места, поэтому говорят только об уровнях сферы отсутствия форм, подчёркивая, что в этой сфере нет местопребываний. Эти четыре медитационного погружения дэвов (богов) высшего уровня в нематериальную реальность может возникнуть в виде награды за очень хорошую карму. Хотя эти состояния — верх достижения в медитации, и их иногда путают с нирваной, однако это всё же не нирвана, и рано или поздно последует утрата стабильности и перерождение в низких уровнях сансары. Поэтому отношение махаяны к этим четырём состояниям сознания скорее отрицательное, потому что пребывание в этих состояниях очень длительно и бессмысленно с точки зрения спасения всех живых существ от сансары.
Существа нематериальной сферы не имеют опоры ни в каком материальном объекте и не имеют опоры в теле, и их состояния самодостаточны — они получают наслаждение от своих состояний как таковых и стремятся их максимально продлить, поэтому сроки пребывания в этих состояниях огромные.
Обычные живые существа не могут переродиться в этой сфере, только йоги, занимающиеся специальной медитацией в маргинальном виде.
Существуют четыре типа богов (дэвов) сферы отсутствия форм, соответствующих четырём дхьянам:
Сфера бесконечного пространства, Сфера бесконечного сознания, Сфера где ничего нет и Сфера, где нет ни восприятия, ни не-восприятия. Высших двух состояний достигли учителя Будды Шакьямуни Алара Калама и Уддака Рамапутта, приняв их за нирвану.